# Irby, Merseyside
Irby är en ort i distriktet Wirral, i grevskapet Merseyside, i England. Irby var en civil parish från 1866 till 1974. Civil parish hade 4 032 invånare år 1951.